# Christie Hefner
Christie Ann Hefner (Wilmette, 8 novembre 1952) è un'editrice e imprenditrice statunitense, primogenita del creatore della rivista Playboy Hugh Hefner.

## Biografia
Dopo la separazione dei suoi genitori, avvenuta quando lei aveva appena cinque anni, Christie restò a vivere con la madre a Wilmette, in Illinois. Nel 1974 si laureò summa cum laude alla Brandeis University, con un bachelor in letteratura inglese e americana.
Dopo il college Christie andò a lavorare per Playboy e cinque anni dopo ne divenne vicepresidente. Nel 1982 fu nominata presidente della Playboy Enterprises e nel 1988 diventò anche chairman e amministratore delegato della società.
La Hefner si è sempre distinta per le sue attività benefiche: ha aiutato a raccogliere 30 milioni di dollari per la costruzione di un centro per la cura dell'AIDS a Chicago e ha istituito il Premio Hugh M. Hefner per il Primo Emendamento. Ha inoltre collaborato attivamente con il Center for American Progress, un think tank liberale presieduto dall'ex Capo di gabinetto della Casa Bianca John Podesta. In queste vesti si è occupata di promuovere l'elezione di politici progressisti e donne, oltre che sensibilizzare la gente in materia di AIDS e primo emendamento.
Nel gennaio 2009 si è dimessa da amministratore delegato di Playboy, affermando di essere stata ispirata dall'elezione di Barack Obama e di voler dedicare maggior tempo alla beneficenza. Attualmente Christie Hefner vive a Chicago con il marito William Marovitz, un avvocato e politico locale. I due non hanno figli.
La Hefner è stata anche inclusa nella lista delle 100 donne più potenti del mondo secondo Forbes: nel 2005 era al 90º posto, nel 2006 all'80° e nel 2007 all'85°.